# Pura Gede Perancak
Le temple de Pura Gede Perancak est un temple de mer Hindouiste de premier plan situé dans la ville de Perancak, à Bali, en Indonésie. Ce temple commémore l'arrivée du personnage important du Shivaïsme, qui n'est autre que Dang Hyang Nirartha. Ce dernier arriva à Bali en 1546.

## Étymologie
Le nom 'Perancak' vient du mot ancak, qui signifie "cassé", "détruit". C'est une allusion à la légende dans laquelle Gusti Ngurah, alors qu'il était le chef du village, a défié Nirartha, ce qui eut comme conséquence que ce dernier éclata une pierre - cette pierre fut cette où Gusti Ngurah fut assis.

## Histoire
Tout d'abord, le village était connu sous le nom de “Tanjung Ketapang”. Ce même village fut transformé pendant l'écrasement, la fin du royaume Majapahit. Cela a ramené des changements culturels significatifs dans la région.
Le temple original de Pura Gede Perancak était situé sur une colline, du côté musulman de la rivière, aussi appelé le côté Pengambengan. Toutefois, ce même temple fut ensuite relocalisé dans les marais, du côté de Perancak. Depuis, ce temple fut reconstruit deux fois. Sa dernière reconstruction en tant que pura dang kahyangan important , un temple associé à Nirartha, contribue à ancrer la communauté hindoue dans une zone à prédominance musulmane - d'autant que le statut de dang kahyangan place le temple sur le pèlerinage hindou de l'eau bénite qui s'étend jusqu'en Inde. 

Il existe un autre temple plus loin le long de la côte. Il s'appelle Pura Tamba et se situe à Yeh Kuning; il n'est pas intégré à la communauté locale. Autrement dit, il promeut un maître spirituel et des fidèles résidentiels - qui pratiquent la méditation et le yoga -, et ce cadre est étranger à la spiritualité balinaise. Le village hindou local refuse de prendre en charge les responsabilités rituelles dans ce temple.

## Autres activités présentes dans le temple
Les courses de buffles, appelées makepung lampit sont organisées dans le temple de Pura Gede Perancak le 28 de chaque mois entre juillet et novembre. Ces courses rassemblent, chaque année, jusqu'à 250 participants, appelés pepadu.